# Andreu Oller
Andreu Oller, (nacido el 16 de octubre de 1929 en San Adrián del Besós, Barcelona) es un exjugador de baloncesto español.   

## Trayectoria
Ingresa en la penya en 1946 con 17 años de edad, y juega durante un espacio de nueve años en el primer equipo, que por aquel entonces formó un gran grupo, eran conocidos como el huracán verde por su rápido y desbordante juega y destacaban jugadores como Jaume Bassó, Marcelino Maneja, Josep Brunet, Jordi Parra y Eduardo Kucharsky, siendo capaces de ganar varias copas al Real Madrid. Después ficharía por el Orillo Verde de Sabadell, que por aquel entonces estaba en segunda división, en el primer año ascendieron y luego estaría 3 años más jugando para el equipo vallesano. Después vendrían el Bàsquet Manresa (un año) y el Sant Josep de Badalona (dos años), poniendo final a su carrera deportiva a los 31 años.

## Internacionalidades
Fue internacional con España en 35 ocasiones
Participó en el primer mundial de baloncesto disputado en Argentina en 1950, aunque con escasa fortuna, ya que el equipo español quedó penúltimo (noveno de diez). En los Juegos Mediterráneos si hubo más fortuna, ya que en los de Barcelona de 1955 se obtuvo la victoria y en los Alejandría en 1951 el segundo puesto.